# 趙家驤
趙家驤（1910年10月—1958年8月23日），字大偉，河南汲縣人，中華民國陸軍中將（後追晉為陸軍二級上將）。

## 生平
趙的曾祖父曾輔佐太平天國翼王石達開，戰死軍中。父母親都是河南望族。趙就讀河南汲縣兩地小學校、中華大學河南分校中學部、省立第二中學，因憧憬軍旅生活，當吳佩孚在洛陽招收幼年兵時，他便未經家庭允許，報名應考。   
第二次直奉戰爭結束，直系戰敗，趙同幼年兵被俘入奉天，在朱繼先主持的東北軍官隊繼續受訓，隨後進入東北講武堂遼寧本校第九期步兵科，在一千兩百人中以第四名卒業。講武堂教官金海峯首先推薦趙到北平的楚溪春軍中，使他得以脫離東北軍系統，自由發展，趙的夫人即是楚溪春的長女。
此後他隨國民革命軍東征北伐，在商震、上官雲相、裴昌會部中先後抗战、剿匪，歷任參謀、營長、副團長，進陸軍大學前為四十七師上校參謀主任。
1936年考入陸軍大學，為該校第十四期畢業。隨後因同學鄭作民邀，進入第二軍擔任少將參謀長，升任十一軍團參謀長，在李延年麾下參與武漢保衛戰，後獲得正式的步兵上校任命狀。

### 雲南、東北
1942年赴雲南擔任「駐滇幹訓團步兵大隊」少將大隊長，隨即調任第五集團軍參謀長，與杜聿明關係甚好，1945年隨杜出任東北保安司令部參謀長。1947年9月陈诚主政东北，趙家驤改任东北第二训练处长。1948年2月在衛立煌麾下任东北剿匪總司令部參謀長，并在原籍河南省汲縣當選為第一屆國民大會代表。1948年10月31日因勢難回天，攜家至上海，隨即渡台。

### 八二三砲戰殉職
1951年擔任陸軍總部參謀長，1955年奉調第一軍團中將副司令兼參謀長，隨即出任金門防衛司令部副司令官。1958年8月23日，中共解放軍無預警強力砲擊金門，當時在明德湖中的涼亭用餐的國防部長俞大維、金防部司令胡璉倖免於難，趙家驤與另兩位副司令官章傑、吉星文殉職，追晉二級上將。  
趙自幼愛好文史，軍旅途中亦不忘讀書、練字，愛好寫詩，在金門各景點尚有他的詩文題刻。有少稚集、戰塵集、北歸集等作遺世，這些都收錄在後人編輯的「趙家驤將軍詩文紀念集」中，由趙好友、監察院長于右任題字，內中亦收錄親友的紀念文集。

## 家人
夫人楚瑞延：楚溪春之女，毕业于北京大学化学系，1938年嫁给了赵家骧。

## 紀念
在臺灣台7甲線與馬當溪支流交會處，建有以他命名的「家驤橋」。